# Arquitectura del Perú

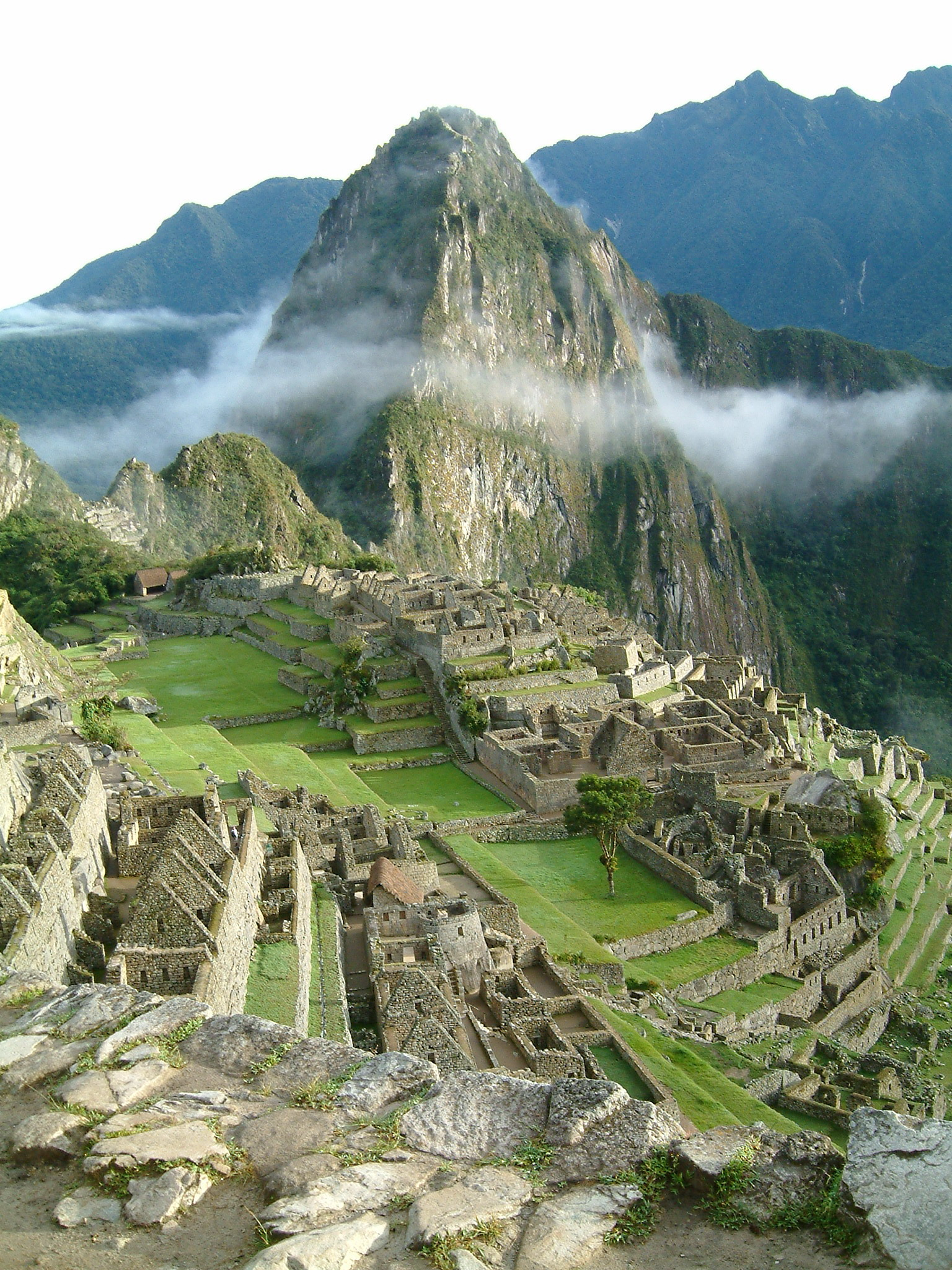
Machu Picchu es un ejemplo conocido mundialmente de la antigua arquitectura peruana.

La arquitectura del Perú comprende una amplia variedad de estilos constructivos desarrollados a partir del año 3000 a. C. hasta la actualidad en el territorio actual y alrededores del estado moderno conocido como Perú. Su larga tradición abarca distintos periodos históricos desde el Antiguo Perú, el Imperio inca, el Virreinato del Perú y la República hasta nuestros días. 

## Historia
Antes de los incas, las diversas culturas e imperios que se desarrollaron en el Perú construyeron con una variedad de estilos. Durante el imperio inca se desarrolló un estilo propio. Entre los ejemplos de esta arquitectura están Machu Picchu, Sacsayhuamán, Choquequirao, Huánuco Pampa, Písac y el Coricancha.
La arquitectura colonial peruana es la conjunción de los estilos europeos influenciados por la imaginería indígena. Dos de los ejemplos más conocidos del renacimiento son la Catedral de Cuzco y la Iglesia de Santa Clara en Cuzco. Después de este período, la mezcla cultural alcanzó una expresión más rica en el estilo barroco. Algunos ejemplos de este periodo barroco son el Convento de San Francisco en Lima, la Catedral de Cajamarca, o la fachada de la Universidad de Cuzco y, sobre el conjunto, las iglesias de San Agustín y de Santa Rosa, en Arequipa, son sus exponentes más bellos.
Las guerras de independencia dejaron un vacío creativo que el neoclasicismo de inspiración francesa rellenó. 
El siglo XX se caracteriza por el eclecticismo, al que se opone el funcionalismo constructivo. El ejemplo más importante es la Plaza San Martín en Lima. En 1924, surge la arquitectura neoperuana o neoinca de la mano del arquitecto español Manuel Piqueras Cotolí. Otro estilo contemporáneo a la arquitectura neoperuana fue la arquitectura neocolonial.
En la Amazonía, Iquitos tiene su centro histórico que colecciona edificios únicos construidos durante la fiebre del caucho, destacando Ex Hotel Palace, la Iglesia Matriz de Iquitos y la Casa de Fierro. 
Para finales de la década de 1940, se fundó la Agrupación Espacio, mediante la cual se introdujo en el Perú la arquitectura moderna de estilo internacional.